# Gedenknaald koningin Wilhelmina

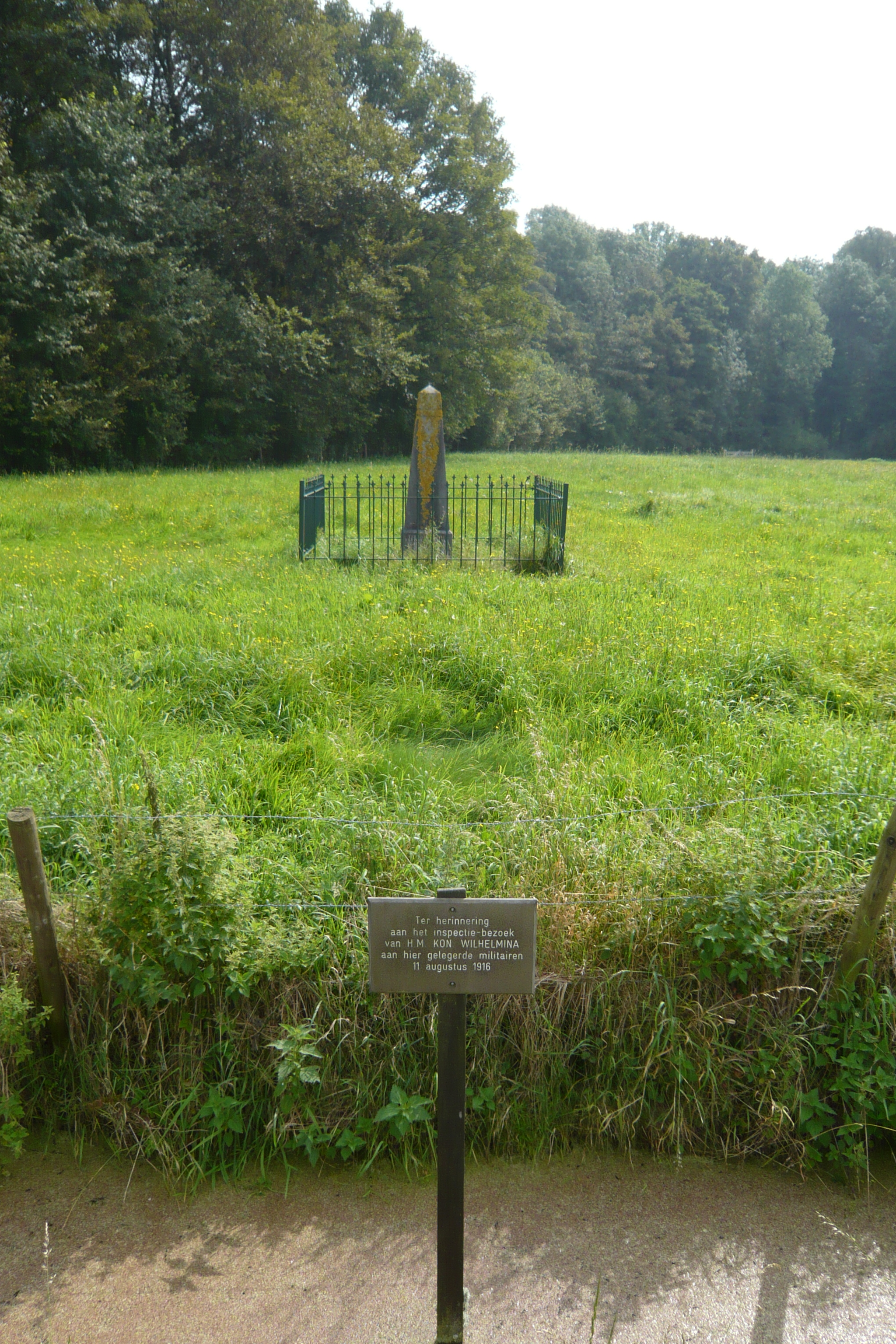
De Gedenknaald in Bennebroek

De Gedenknaald koningin Wilhelmina staat aan de rand van het Bennebroekerbos aan de Binnenweg in Bennebroek. De naald is opgericht ter nagedachtenis aan een bezoek dat koningin Wilhelmina in 1916 bracht aan de gemeente.
In Bennebroek was juist die dagen een instructiebataljon uit Kampen gelegerd. Dit bataljon bestond uit mannen tussen de 16 en 18 jaar. Zij hielden bivak te Bennebroek tijdens een tiendaagse oefening in de Bollenstreek. Daartoe hadden zij van de freule Willink, bewoonster van het Huis te Bennebroek, toestemming gekregen op haar landgoed te kamperen. Koningin Wilhelmina bezocht hen aldaar op 11 augustus 1916. Een plaquette op de naald bevat de volgende tekst: ter herinnering aan het bezoek van H.M. KONINGIN WILHELMINA in het bivak van het instructiebataljon uit kampen 11 augustus 1916. Het beeld werd door de freule Willink zelf opgericht en gefinancierd.
De naald staat als geregistreerd als rijksmonument.